# Leopold Andrian
Leopold Andrian báró (Leopold Freiherr Ferdinand von Andrian zu Werburg; Berlin, 1875. május 9. – Fribourg, 1951. november 19.) osztrák költő és író, Meyerbeer zeneszerző unokája.

## Életrajza
Jogot végzett, majd a századforduló idején diplomáciai szolgálatba lépett, s több országban képviselte az Osztrák–Magyar Monarchiát. 1918-ban rövid ideig a bécsi udvari színház főigazgatója volt. Később visszavonultan élt Bad Ausseeban. 1938-ban Svájcba, onnan Brazíliába emigrált, majd a második világháború után Nizzában telepedett le.
Első versei Stefan George lapjában, a Blatter für die Kunst-ban jelentek meg. Szoros barátság fűzte Hermann Bahrhoz és Hugo von Hofmannsthalhoz. Nosztalgiákkal telített, gazdag szimbolikájú költészetére elsősorban a három költő gyakorolt maradandó hatást.